# Bistum Sarh
Das Bistum Sarh (lat.: Dioecesis Sarhensis) ist eine im Tschad gelegene römisch-katholische Diözese mit Sitz in Sarh. Es umfasst die Provinzen Moyen-Chari und Mandoul.

## Geschichte
Papst Johannes XXIII. gründete das Bistum Fort-Archambault mit der Apostolischen Konstitution Latissimas Ecclesias am 22. September 1961 aus Gebietsabtretungen des Bistums Fort-Lamy. 
Am 22. August 1972 nahm es den aktuellen Namen an. Einen Teil seines Territoriums verlor es am 1. Dezember 2001 an die Apostolische Präfektur Mongo und am 12. August 2023 an das Bistum Koumra.

## Bischöfe von Sarh
1. Henri Véniat SJ (22. Dezember 1961 – 7. März 1987, zurückgetreten)
2. Matthias N’Gartéri Mayadi (7. März 1987 – 11. Juni 1990, dann Bischof von Moundou)
3. Edmond Jitangar (11. Oktober 1991–20. August 2016, dann Erzbischof von N’Djaména)
4. Miguel Ángel Sebastián Martínez MCCJ (seit 10. Oktober 2018)